# غروب أبلين
مجموعة أبلين، تأسست في عام 1992 ، هي شركة تابعة تجمع وتطور جميع الأعمال المصرفية الاستثمارية للبنك الشعبي المغربي .

## تاريخي
تأسست مجموعة أبلين في عام 1992، وهي البنك الاستثماري الذي يجمع ويطور جميع الأعمال المصرفية الاستثمارية لمجموعة Banque Populaire du Maroc Group.
كشركة مرجعية وشريك مفضل للشركات الكبيرة والمؤسسات، قامت شركة أبلاين جروب (Upline Group) بتكييف تنظيمها في عدة مجالات عمل، وتشمل: الاستشارات والهندسة المالية، إدارة الأصول، وساطة الأوراق المالية، التداول عبر الإنترنت، رأس المال الاستثماري وسمسرة التأمين.
بفضل تنظيمها في الفروع والشركات التابعة المتخصصة في النشاط الاستراتيجي، تمتلك مجموعة أبلين شبكة علاقات واسعة من العملاء من الأفراد والمؤسسات، على الصعيدين الوطني والدولي.
فرق مجموعة أبلين هم متخصصون في الأعمال يتمتعون بخبرة كبيرة بالإضافة إلى معرفة قوية بالسوق المالي ، مما يضعهم على أعلى المستويات والمعايير الدولية. نظرًا لأن كل عملية فريدة من نوعها ، تتكيف Upline Group مع الاحتياجات المحددة لكل شركة وخصائصها من أجل تلبية توقعاتها بشكل أفضل مع الاهتمام نفسه بالجودة.

## المهن

### تمويل الشركات
كبنك أعمال مرموق في السوق المغربية، استطاعت أبلاين كوربوريت فاينانس (Upline Corporate Finance) منذ تأسيسها أن تطوّر خبرة إقليمية في أنشطتها في شمال وغرب أفريقيا.
تقدم UCF لعملائها - الشركات الخاصة والعامة والمستثمرين والمؤسسات - جميع خدمات الهندسة المالية: عمليات الدمج والاستحواذ ؛ المشورة بشأن التمويل ، وزيادة رأس المال (الديون وحقوق الملكية) ، وإعادة الهيكلة ؛. . .
تم حشد ما يقرب من عشرين مصرفيًا استثماريًا للاستجابة للمهام الأكثر تنوعًا : OPA / OPE (الاستحواذ العام أو عروض الصرف) وعمليات الدمج والتصرف والاستحواذ والديون أو إعادة هيكلة رأس المال والمعاملات ذات الرافعة المالية (LBO) وجمع الأموال. . .
هدفنا : تقديم الاستجابة الأنسب لاحتياجات عملائنا وبناء علاقة طويلة الأمد معهم. لهذا ، تعتمد فرقنا على مشورة حقيقية ومستقلة وعلى حلول أصلية ومتطورة تخلق قيمة.

### إدارة الأصول
بالاعتماد على اتساع شبكة مجموعة البنك الشعبي وأوجه التآزر معها ، أصبحت أبلاين كابيتال مانجمنت (UCM) اليوم أحد اللاعبين الوطنيين الرئيسيين في صناعة إدارة الأصول في المغرب.
تأسست UCM في 1999 ، وهي شركة لإدارة الأصول ، مدعومة ومملوكة في 100 ٪ من قبل مجموعة البنك الشعبي ، من خلال بنك الاستثمار أبل لاين جروب.
هذا الدعم يجعل من الممكن أن نقدم للعملاء عرضية للخدمة المصرفية والتآزر على جميع المستويات. ؛ التآزر الذي يتميز بنهج منطقي (التحكم في التكلفة) وموثوق (قابلية التتبع والاستجابة) لمحيط العميل.
يعتمد نموذج UCM متعدد الخبراء على فرق من المتخصصين في الاستثمار الذين يديرون المنتجات التي تدمج فئة واحدة أو أكثر من فئات الأصول بالإضافة إلى فريق الهيكلة والابتكار الذي يركز جهوده على حلول الاستثمار الجديدة.

### الوساطة في سوق الأوراق المالية
أبلاين سيكيوريتيز (Upline Securities) هي شركة وساطة مرموقة في سوق الأوراق المالية المغربي. تستهدف الشركة فئة واسعة من العملاء المحليين والدوليين، وتضمن تنفيذاً فعالاً للصفقات.
إلى جانب التنفيذ البسيط ، تقوم Upline Securities على نهج استشاري موضوعي وتقدم للمستثمرين خدمات شاملة :
- وساطة الأسهم
- الإدارة بموجب التفويض
- برامج الرسوم المتحركة والاسترداد
- قرض اقتراض الأوراق المالية
- اعتبار
- التحليل والبحث
- الوديع

### البورصة عبر الإنترنت
ICF AL WASSIT، شركة وساطة مالية تابعة لمجموعة أبلاين (Upline Group)، ومتخصصة في تداول الأوراق المالية عبر الإنترنت، توفر لعملائها منصة آمنة ومريحة وفعالة لإجراء صفقات البورصة في الوقت الحقيقي، بكل استقلالية وسهولة.

### الملكية الخاصة
شركة Upline Alternative Investments ، وهي شركة قابضة مملوكة بنسبة 100٪ لمجموعة Upline Group ، متخصصة في إدارة صناديق الاستثمار وتنظم حول 4 شركات :
1. اب لاين للاستثمارات
شركة إدارة صناديق الأسهم الخاصة.
2. Upline Multi Investments
شركة إدارة صندوق الشعبي لاستثمار الأموال.
3. اب لاين للاستثمارات العقارية
شركة إدارة الصناديق السياحية والعقارية.
4. Upline Infrastructure Investments
شركة إدارة صناديق البنية التحتية.

### وساطة التأمين
Upline Courtage هي الشركة الأسيرة لـ GBP ، وهي شركة تابعة لمجموعة Upline Group ، متخصصة في الاستشارات ووسيط التأمين. بصفتها مستشار تأمين الجودة ، تدير Upline Courtage ، بالإضافة إلى عقود التأمين على الممتلكات والتأمين ضد الحوادث وتغطية الضمان الاجتماعي لجميع موظفي مجموعة البنك الشعبي ، وعقود التأمين المصرفي للعملاء الأفراد وبرامج التأمين لعدد معين من شركات المجموعة العميلة.

## روابط خارجية
- http://www.uplinegroup.ma نسخة محفوظة 13 فبراير 2013 على موقع واي باك مشين.
- http://www.gbp.ma/Pages/Home.aspx